# Impatiens parishii
Impatiens parishii är en balsaminväxtart som beskrevs av Joseph Dalton Hooker. Impatiens parishii ingår i släktet balsaminer, och familjen balsaminväxter. Inga underarter finns listade i Catalogue of Life.